# Ana Rosa Quintana
Pour les articles homonymes, voir Quintana.

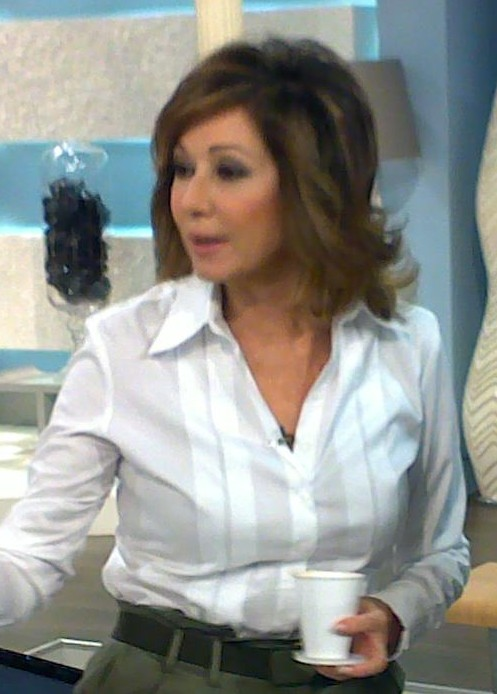
Ana Rosa Quintana (2010).

Ana Rosa Quintana Hortal (née le 12 janvier 1956 à Madrid) est une journaliste et présentatrice de télévision espagnole.
Elle étudie le journalisme à l'Université Complutense de Madrid et commence dans la radio (Radio Nacional de España, Radio Continental, Radio 80, Antena 3 Radio). En 1982, elle devient présentatrice du journal télévisé du soir de TVE avant de revenir à la radio jusqu'en 1994. Cette année marque son retour à la télévision. Son programme El programa de Ana Rosa, lancé en 2005 sur la chaîne Telecinco continue à être diffusé aujourd'hui.
Elle a écrit un livre en 2000, Sabor a hiel (Un goût de fiel) et fut accusée de plagiat. Plusieurs paragraphes du livre ont été copiés d'œuvres d'Ángeles Mastretta et de Danielle Steel. 
Elle a eu un fils avec son premier mari en 1986 et une couple de jumeaux avec son mari actuel en 2004.

## Programmes
- 1982-1983 : Telediario sur TVE.
- 1994-1995 : Veredicto sur Telecinco.
- 1997-1998 : Extra Rosa avec Rosa Villacastín sur Antena 3.
- 1998-2004 : Sabor a ti sur Antena 3.
- 2006-2023 : El programa de Ana Rosa sur Telecinco.
- Depuis 2023 : TardeAR sur Telecinco.